# Плаус
Плаус (італ. Plaus) — муніципалітет в Італії, у регіоні Трентіно-Альто-Адідже, провінція Больцано.
Плаус розташований на відстані близько 550 км на північ від Рима, 70 км на північ від Тренто, 30 км на північний захід від Больцано.
Населення — 700 осіб (2014).

## Демографія
Населення за роками:

Станом на 1 січня 2023 року в муніципалітеті офіційно проживало 95 іноземців з 20 країн, серед них 31 громадянин країн Євросоюзу та 1 громадянин України.

## Сусідні муніципалітети
- Лагундо
- Натурно
- Парчинес